# OSSA 160
L'OSSA 160 fou un model de motocicleta de turisme fabricat per OSSA entre 1963 i 1973. Dissenyada per l'italià Sandro Colombo, antic enginyer de Gilera, fou un model que marcà un punt d'inflexió dins l'evolució tecnològica de la marca catalana. El seu motor, nou de trinca, substituí definitivament el tradicional d'OSSA (estrenat el 1951 amb l'OSSA 125) i fou la base de tots els futurs models de la marca, tant de carretera com de fora d'asfalt, gairebé fins al tancament de l'empresa el 1983.
Al llarg de la seva vida comercial, de la 160 se'n fabricaren cinc versions, totes elles amb les següents característiques generals: motor de dos temps monocilíndric de 158 cc refrigerat per aire, bastidor de doble bressol i amortidors de forquilla convencional davant i telescòpics darrere.

## Història
El 1951, OSSA havia llançat la seva primera motocicleta, l'OSSA 125, equipada amb un motor basat en el de la DKW RT 125 alemanya, un model els drets del qual s'havien alliberat arran de la victòria dels aliats a la Segona Guerra Mundial. El 1954, l'empresa va llançar el seu primer ciclomotor, la Motopedal, basat també en un model alemany (l'Express Radexi) i el 1958 va actualitzar la seva 125 tot augmentant-ne la cilindrada, cosa que va donar lloc al nou model 150 Comercial. Al cap de poc, OSSA va decidir de crear una motocicleta amb motor de quatre temps, aleshores les més prestigioses, i el 1960 va llançar l'OSSA 175 GT, equipada amb un motor Moto Morini monocilíndric de quatre temps i 175 cc. La dependència d'un motor extern i la complexitat tècnica d'aquesta moto, però, feien que aquella OSSA no pogués servir de base per a un model de turisme utilitari i només se'n va fabricar una curta sèrie fins al 1963.
A començaments de la dècada del 1960, els petits automòbils utilitaris, especialment el SEAT 600, començaven a ser competitius econòmicament, amb preus només una mica per sobre dels de les motocicletes. OSSA decidí que calia oferir alternatives interessants i això feia imprescindible la creació d'un nou motor, ja que l'antic de la 150 no donava més de si. Tal com havia fet darrerament, l'empresa li'n va encarregar el disseny a Sandro Colombo, un enginyer italià que havia deixat Gilera el 1954 i havia treballat més tard per a Bianchi i Ferrari, alhora que desenvolupava tasques com a consultor tecnològic independent. Colombo havia establert una fructífera relació amb OSSA, per a qui ja havia treballat en els desenvolupaments de la Motopedal, la 125 B de 1957 i la 175 GT.
Un cop enllestit el nou motor i després de més de 100.000 km de proves exhaustives, es va presentar el 1963 com a part del nou model de motocicleta de la marca, l'OSSA 160. Es tractava d'un monocilíndric de dos temps i 158 cc de cotes gairebé quadrades (58 x 60 mm), amb caixa de canvis de quatre velocitats, que lliurava 10,3 CV. A banda de la novetat del motor, la 160 gaudia d'una renovació estètica integral, amb línies quadrades i una combinació de colors crema i vermell que li donava una imatge clarament actual i la posava a l'alçada, tant en l'apartat tecnològic com en l'estètic, dels models més venuts a l'època a l'estat espanyol: la Montesa Impala i la Bultaco Mercurio.

## El motor Colombo
El motor de la nova OSSA 160 havia estat estudiat a fons i plantejat per a ser la base de la producció futura: es podia escalar en cilindrada i estava ben sobredimensionat per a permetre obtenir-ne CV extra i fer-ne una bona versió esportiva. Fou àmpliament adaptat i emprat en el futur, de manera que ha passat a la història d'OSSA com a "motor Colombo".
A partir de 1964, Eduard Giró (fill del fundador de la marca, Manuel Giró), tot just doctorat en enginyeria a la Universitat, es va fer càrrec del departament de desenvolupament de l'empresa i va reorientar OSSA cap a un vessant més esportiu, pensant a potenciar el mercat d'exportació cap als Estats Units. El seu primer pas va ser evolucionar el motor de la 160 per a crear la potent i ràpida OSSA 175 Sport, una moto que es va llançar el mateix 1964 i va obtenir una bona acollida comercial. L'OSSA Sport va esdevenir una competència seriosa per a la Montesa Impala Sport i la Bultaco Tralla, les motos esportives per excel·lència a l'època.

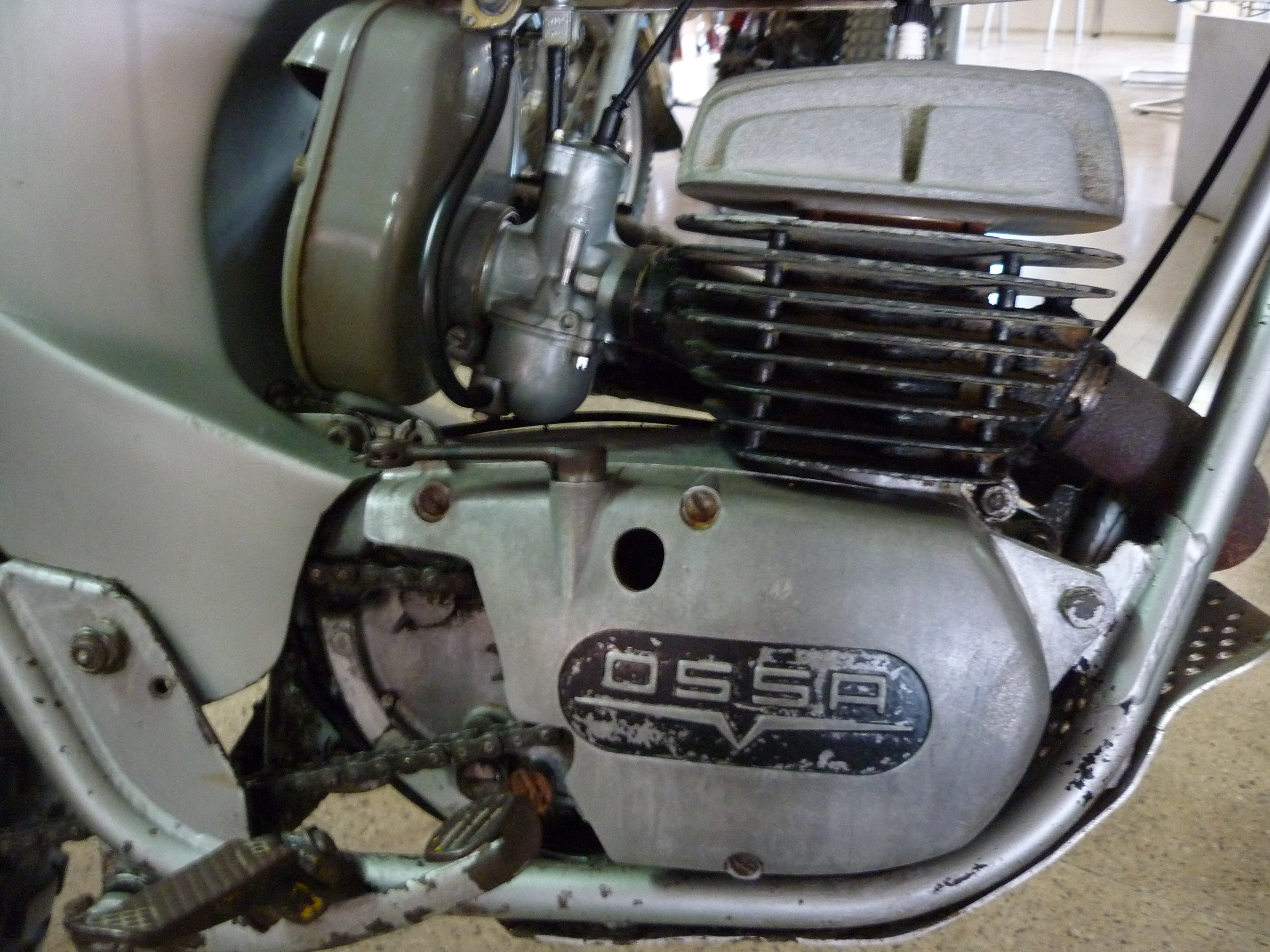
Exemple d'un "motor Colombo", concretament el d'una Enduro 230 dels volts de 1967

Més tard, Giró va tornar a millorar el motor Colombo tot apujant-lo a 230 cc. L'OSSA 230 de 1967 va ser una de les motos més reeixides del seu temps i va obtenir nombrosos èxits en competició. A partir del seu motor es van començar a desenvolupar motocicletes de fora d'asfalt d'èxit que acabarien esdevenint, pocs anys després, les reeixides OSSA Enduro, Stiletto i Pluma. El 1969, de la 230 se'n va derivar una versió de 250 cc que es va mantenir en producció, tot renovant-la periòdicament, fins al 1985.

## Versions
L'any següent al del llançament de la primera versió, 1964, la 160 es va desdoblar en dues de noves: la 160T, amb la mateixa mecànica però més econòmica (s'estalviava en acabats i components, com ara un protector de cadena més simple) i la 160GT, molt semblant a la primera 160 però amb colors més foscos. Mentre que la primera versió combinava els colors crema i vermell, la 160GT i la 160T combinaven diferents tonalitats de gris. El 1969 es va llançar una nova sèrie sota el nom T2 en què s'havien modernitzat línies i colors. La darrera versió, la 160 T2/72, es va produir entre 1972 i 1973. Tret del motor, era molt semblant al model superior d'OSSA, la 230 Sport.

### Llista de versions produïdes
| Versió                    | Cilindrada                | Id. Model                 | Anys                      | Núm. Sèrie                | Unitats | Pintura dipòsit                                |
| ------------------------- | ------------------------- | ------------------------- | ------------------------- | ------------------------- | ------- | ---------------------------------------------- |
| 160                       | 158 cc                    | B10                       | 1963 - 1964               | B100001                   | 2.600   | Vermell amb franja crema                       |
| 160GT                     | 158 cc                    | B10                       | 1963 - 1964               | B102601                   | 800     | Gris clar amb franja exterior fosca            |
| 160T                      | 158 cc                    | B20                       | 1964 - 1969               | B200001                   | 14.000  | Gris fosc amb franja interior clara            |
| 160T2                     | 158 cc                    | B21                       | 1969 - 1971               | B214001                   | 1.200   | Gris metal·litzat amb franja interior vermella |
| 160T2/72                  | 158 cc                    | B21                       | 1972 - 1973               | B215201                   | 1.400   | Argentat amb franja interior vermella          |
| Total d'unitats produïdes | Total d'unitats produïdes | Total d'unitats produïdes | Total d'unitats produïdes | Total d'unitats produïdes | 20.000  |                                                |

### 160
L'OSSA 160 de la primera sèrie, llançada el 1963, és la més valorada actualment pels col·leccionistes. El xassís era de doble bressol en acer i la carrosseria, molt moderna per a l'època, de línies rectes, amb tapes laterals en xapa i caixa d'eines incorporada. Era una moto molt còmoda i lleugera (al voltant dels 100 kg), amb una palanca d'arrencada gran, que en facilitava molt l'engegada. Acabada en colors crema i vermell (una combinació força inusual), era força diferent estèticament de les seves successores. Disposava d'un gran protector de cadena i un carenat que tapava la part central del xassís (sota el seient), un far de grans dimensions i llandes de 17".
El motor, amb bon parell, poques vibracions i gran capacitat de pujar de revolucions, lliurava poc més de 10 CV. Tot això, combinat amb la lleugeresa del conjunt, convertia la moto en una de les més ràpides del mercat.
Fitxa tècnica
| OSSA 160 | OSSA 160                      |
| --- | ----------------------------- |
| Id. Model | B10                           |
| Núm. Sèrie | B100001                       |
| Anys | 1963 - 1964                   |
| CC | 158                           |
| Diàmetre x Carrera | 58 x 60 mm                    |
| Compressió | 8,5:1                         |
| CV | 10,3 a 5.750 rpm              |
| Canvi | 4 velocitats                  |
| Suspensió davant | Forquilla telescòpica         |
| Suspensió darrera | Amortidors hidràulics Telesco |
| Pneumàtic davant | 3,00 x 17                     |
| Pneumàtic darrera | 3,00 x 17                     |
| Frens davant | Tambor 158 mm                 |
| Frens darrera | Tambor 158 mm                 |
| Pes en sec | 105 Kg                        |
| Capacitat dipòsit | 15 l                          |
| Pintura dipòsit | Vermell amb franja crema      |
| \| • Altres \| \| --------------------------------------------------------------------------- \| \| - Encesa: Volant magnètic - Velocitat màxima: 105 km/h - Consum: 3 l/100 km \| |                               |
| • Altres |                               |
| - Encesa: Volant magnètic - Velocitat màxima: 105 km/h - Consum: 3 l/100 km |                               |

### 160GT
La 160GT, llançada també el 1963, era una versió més esportiva del model estàndard i se'n diferenciava per la mida del fre posterior, els pneumàtics i el carenat posterior, més reduït. També canviava la decoració: la moto era completament negra (far, parafangs, bastidor i amortidors) i el dipòsit era gris clar amb una franja exterior més fosca.

### 160T
El 1964 es presentà a la Fira de Mostres de Barcelona la segona sèrie de la 160, la 160 T (amb "T" de turisme). Oferia les mateixes prestacions mecàniques però duia importants innovacions estètiques i d'equipament. El color, com a la 160GT, era completament negre (far, parafangs, bastidor i amortidors) i el dipòsit estava pintat en dues tonalitats de gris (amb una franja interior més clara). A diferència d'aquella, no tenia carenat posterior, sinó unes simples tapes de filtre de color gris. El seient també era bicolor (gris, amb la part de dalt negre), el pilot del darrere era de la marca "Gemo" i també canviaven el parafang anterior i el protector de cadena. Aquesta va ser la versió més venuda de l'OSSA 160, amb un total de vora 14.000 unitats al llarg dels sis anys que estigué en producció.
Fitxa tècnica
| OSSA 160T | OSSA 160T                           |
| --- | ----------------------------------- |
| Id. Model | B20                                 |
| Núm. Sèrie | B200001                             |
| Anys | 1964 - 1969                         |
| CC | 158                                 |
| Diàmetre x Carrera | 58 x 60 mm                          |
| Compressió | 8,5:1                               |
| CV | 10,3 a 5.750 rpm                    |
| Canvi | 4 velocitats                        |
| Suspensió davant | Forquilla telescòpica               |
| Suspensió darrera | Amortidors hidràulics Telesco       |
| Pneumàtic davant | 2,75 x 18                           |
| Pneumàtic darrera | 2,75 x 18                           |
| Frens davant | Tambor 158 mm                       |
| Frens darrera | Tambor 158 mm                       |
| Pes en sec | 95 Kg                               |
| Capacitat dipòsit | 15 l                                |
| Pintura dipòsit | Gris fosc amb franja interior clara |
| \| • Altres \| \| --------------------------------------------------------------------------- \| \| - Encesa: Volant magnètic - Velocitat màxima: 105 km/h - Consum: 3 l/100 km \| |                                     |
| • Altres |                                     |
| - Encesa: Volant magnètic - Velocitat màxima: 105 km/h - Consum: 3 l/100 km |                                     |

### 160T2
La T2 de 1969 era una simple variació estètica de la 160T. Ara, en comptes de combinar el negre i el gris, era negra i vermella: el bastidor seguia sent negre, mentre que el far, parafangs, forquilla i tapes de filtre eren vermells. El dipòsit era gris metal·litzat, amb una franja interior vermella.
Fitxa tècnica
| OSSA 160T2 | OSSA 160T2                                     |
| --- | ---------------------------------------------- |
| Id. Model | B21                                            |
| Núm. Sèrie | B214001                                        |
| Anys | 1969 - 1971                                    |
| CC | 158                                            |
| Diàmetre x Carrera | 58 x 60 mm                                     |
| Compressió | ?                                              |
| CV | 10,3 a 5.750 rpm                               |
| Canvi | 4 velocitats                                   |
| Suspensió davant | Forquilla telescòpica                          |
| Suspensió darrera | Amortidors hidràulics                          |
| Pneumàtic davant | 2,75 x 18                                      |
| Pneumàtic darrera | 2,75 x 18                                      |
| Frens davant | Tambor                                         |
| Frens darrera | Tambor                                         |
| Pes en sec | 95 Kg                                          |
| Capacitat dipòsit | ?                                              |
| Pintura dipòsit | Gris metal·litzat amb franja interior vermella |
| \| • Altres \| \| ------------------------------------------------------ \| \| - Encesa: Volant magnètic - Velocitat màxima: 105 km/h \| |                                                |
| • Altres |                                                |
| - Encesa: Volant magnètic - Velocitat màxima: 105 km/h                                                                                   |                                                |

### 160T2/72
La darrera versió de la 160, la T2/72 de 1972, era molt semblant al model superior de la marca, la 230 Sport, i pràcticament se'n diferenciava només pel motor i petits detalls estètics, com ara els parafangs, de fibra vermella i no pas d'alumini metàl·lic i el far, gris argentat en comptes de vermell. Pel que fa al model anterior (160T2), se'n diferenciava per la pintura i petits detalls: el to gris del dipòsit, en comptes de mat era argentat i en comptes de les tapes de filtre vermelles duia un nou carenat posterior, també argentat.